# Burke Ridge
Burke Ridge är en bergstopp i Antarktis. Den ligger i Östantarktis. Australien gör anspråk på området. Toppen på Burke Ridge är 1 458 meter över havet.
Terrängen runt Burke Ridge är huvudsakligen en högslätt. Trakten är obefolkad. Det finns inga samhällen i närheten.